# Heliopteryx humeralis
Heliopteryx humeralis är en insektsart som först beskrevs av Kuthy 1907.  Heliopteryx humeralis ingår i släktet Heliopteryx och familjen gräshoppor. Inga underarter finns listade i Catalogue of Life.